# Татаркой (Джанкойский район)
 Татарко́й (укр. Татаркой, крымскотат. Tatarköy, Татаркой) упразднённое село в Джанкойском районе Республики Крым, располагавшееся на западе района, включённое в состав Новокрымского — сейчас северная часть села.

### Динамика численности населения
- 1889 год — 133 чел.[5]
- 1892 год — 156 чел.[6]
- 1900 год — 145 чел.[7]
- 1915 год — 101/40 чел.[8][9]
- 1926 год — 100 чел.[10]

## История
Время возникновения селения Татаркой в доступных источниках не встречается, впервые деревня Ишуньской волости Перекопского уезда упоминается в «Памятной книге Таврической губернии 1889 года», составленной по результатам Х ревизии 1887 года, согласно которой в Татаркое числилось 22 двора и 133 жителя
После земской реформы 1890 года Татаркой отнесли к Богемской волости. Согласно «…Памятной книжке Таврической губернии на 1892 год», в деревне, составлявшей Татаркойское сельское общество, было 156 жителей в 26 домохозяйства. По «…Памятной книжке Таврической губернии на 1900 год» в Татаркое числилось 145 жителей в 21 дворе. По Статистическому справочнику Таврической губернии. Ч.II-я. Статистический очерк, выпуск пятый Перекопский уезд, 1915 год, в деревне Татаркой Богемской волости Перекопского уезда числилось 26 дворов (все дворы с землёй) с населением в количестве 101 человека приписных жителей и 40 «посторонних», без указания национальностей, из которых 71 мужчина и 70 женщин. Жители владели 400 десятинами удобной земли. В хозяйствах имелось 58 лошадей, 2 вола, 25 коров и 164 головы мелкого скота.
После установления в Крыму Советской власти, по постановлению Крымревкома от 8 января 1921 года № 206 «Об изменении административных границ» была упразднена волостная система и в составе Джанкойского уезда был создан Джанкойский район. В 1922 году уезды преобразовали в округа. 11 октября 1923 года, согласно постановлению ВЦИК, в административное деление Крымской АССР были внесены изменения, в результате которых округа были ликвидированы, основной административной единицей стал Джанкойский район и село включили в его состав. Согласно Списку населённых пунктов Крымской АССР по Всесоюзной переписи 17 декабря 1926 года, в селе Татаркой, Борлак-Тамакского сельсовета Джанкойского района, числилось 22 двора, из них 37 крестьянских, население составляло 100 человек, из них 85 татар, 10 русских и 5 украинцев.
В 1944 году, после освобождения Крыма от фашистов, согласно постановлению ГКО № 5859 от 11 мая 1944 года, 18 мая крымские татары были депортированы в Среднюю Азию. 12 августа 1944 года было принято постановление № ГОКО-6372с «О переселении колхозников в районы Крыма» и в сентябре 1944 года в район приехали первые новоселы (27 семей) из Каменец-Подольской и Киевской областей, а в начале 1950-х годов последовала вторая волна переселенцев из различных областей Украины. С 25 июня 1946 года Татаркой в составе Крымской области РСФСР. Указом Президиума Верховного Совета РСФСР от 18 мая 1948 года, Татаркой присоединилили к Ново-Крымскому.